# Automeris io
Automeris io (Fabricius, 1775), è una farfalla di medie dimensioni appartenente alla famiglia dei Saturniidae, diffusa in America Settentrionale e Centrale.

## Descrizione
La livrea presenta uno spiccato dimorfismo sessuale. Il maschio è infatti meno colorato e di minori dimensioni.

## Biologia
Si riproducono tre volte all'anno, i bruchi variano dal giallo bruno al verde brillante, con piccoli ciuffi di peli e una fascia bianca bordata di rosso lungo il corpo.
Le farfalle di questo genere quando vengono irritate sul torace o quando sentono il pericolo di un predatore, mettono subito in vista i falsi occhi che sono disegnati sulle loro ali; così facendo riescono a spaventare l'avversario e guadagnare alcuni preziosi secondi di vantaggio per mettersi in salvo.